# World of Warcraft: Mists of Pandaria
World of Warcraft: Mists of Pandaria (ang. Mgły Pandarii) – czwarty dodatek do gry World of Warcraft. Został oficjalnie ogłoszony podczas konferencji BlizzCon 2011, 21 października 2011 przez Chrisa Metzena. 21 marca 2012 rozpoczęto beta testy. Gra została wydana 25 września 2012 roku.

## Świat gry
W Mists of Pandaria został podniesiony istniejący maksymalny poziom doświadczenia z 85 do 90. Została wprowadzona nowa postać mnicha wraz z nową grywalną rasą – pandaren. Został przebudowany system walki, tak że można walczyć ze swoim kompanem (pet). Wprowadzone zostały nowe scenariusze PvE oraz nowe tryby rozgrywki (Challenge Mode) do instancji. Istniejące 41-punktowe drzewa talentów zostały zastąpione przez nowy system talentów warstwowych, otrzymywanych co 15 poziomów. Blizzard dodał, że istnieją plany wprowadzenia dziewięciu nowych lochów (dungeon), trzech nowych rajdów (raid) i cztery nowe pola walki (battleground).

## Odbiór gry
Dodatek pozytywnie ocenił m.in. recenzent portalu Gry-Online. Z drugiej strony część graczy skrytykowała wprowadzenie rasy pandarenów i zbyt bajkowego klimatu.